# Jia Zongyang
Jia Zongyang (en chino: 賈宗洋; Fushun, 1 de marzo de 1991) es un deportista chino que compite en esquí acrobático, especialista en la prueba de salto aéreo.
Participó en cuatro Juegos Olímpicos de Invierno, entre los años 2010 y 2022, obteniendo en total tres medallas, plata en Pyeongchang 2018 (individual), bronce en Sochi 2014 (individual) y plata en Pekín 2022 (equipo mixto).
Ganó una medalla de bronce en el Campeonato Mundial de Esquí Acrobático de 2013.

## Medallero internacional
| Juegos Olímpicos   | Juegos Olímpicos            | Juegos Olímpicos  | Juegos Olímpicos             |
| Año                | Lugar                       | Medalla           | Prueba                       |
| ------------------ | --------------------------- | ----------------- | ---------------------------- |
| 2014               | Sochi (Rusia)               | Medalla de bronce | Salto aéreo                  |
| 2018               | Pyeongchang (Corea del Sur) | Medalla de plata  | Salto aéreo                  |
| 2022               | Pekín (China)               | Medalla de plata  | Salto aéreo por equipo mixto |
| Campeonato Mundial |                             |                   |                              |
| Año                | Lugar                       | Medalla           | Prueba                       |
| 2013               | Oslo/Voss (Noruega)         | Medalla de bronce | Salto aéreo                  |